# اوپل جی‌تی
اوپل جی‌تی (Opel GT) خودرویی است که در سال‌های ۱۹۶۸ تا ۱۹۷۳>۲۰۰۶—۲۰۰۹در آلمان و ویلمینگتن و دلاویر و ایالات متحده آمریکا تولید شده‌است.
طراحی آن خودروهای موتور جلو-محور عقب بوده طول آن در حالت طبیعی ۴٬۱۱۳ میلیمتر (۱۶۱٫۹ اینچ) است. سیستم جعبه‌دندهٔ آن ۳ دنده به دو صورت خودکار و دستی است.